# Seznam rakouských panovníků
Seznam rakouských panovníků zahrnuje postupně vládnoucí markrabata, vévody, arcivévody a císaře.

## Markrabata
| Babenberkové |                      |                  |              |                                              |                                                                 |
| Portrét      | Jméno                | Narození – úmrtí | Období vlády | Rodiče                                       | Poznámky                                                        |
| Leopold I.   | Leopold I.           | 940–994          | 976–994      |                                              | zakladatel rodu Babenberků                                      |
| Jindřich I.  | Jindřich I.          | † 1018           | 994–1018     | Leopold I. Babenberský Agnes z Waiblingenu   | Po něm vládl nějakou dobu Vojtěch Babenberský tedy do roku 1036 |
| Adalbert     | Adalbert Babenberský | 985–1055         | 1036-1055    | Jindřich I. Richardis ze Sualafeldgau        |                                                                 |
| Arnošt       | Arnošt Babenberský   | 1027–1075        | 1055–1075    | Adalbert Babenberský Glismod                 |                                                                 |
| Leopold II.  | Leopold II.          | 1051–1095        | 1075–1095    | Arnošt Babenberský Adelaida Wettinská        |                                                                 |
| Leopold III. | Leopold III.         | 1073–1136        | 1096–1136    | Leopold II. Babenberský Ida z Formbachu      |                                                                 |
| Leopold IV.  | Leopold IV.          | 1108–1141        | 1136–1141    | Leopold III. Babenberský Agnes z Waiblingenu | také bavorský vévoda                                            |
| Jindřich II. | Jindřich II.         | 1107–1177        | 1141–1156    | Leopold III. Babenberský Agnes z Waiblingenu | poslední markrabě a první vévoda rakouský                       |

## Vévodové
Privilegium minus byl dokument, vydaný 19. září 1156 císařem Fridrichem Barbarossou pro Jindřicha Jassomirgota z rodu Babenberků. Tento dokument povyšoval Rakousko z dosavadního markrabství na vévodství. Vláda v zemi byla zaručena Babenberkům a to dědičně bez ohledu na pohlaví.
| Babenberkové |              |                  |              |                                                     |                                             |
| Portrét      | Jméno        | Narození – úmrtí | Období vlády | Rodiče                                              | Poznámky                                    |
| Jindřich II. | Jindřich II. | 1107–1177        | 1156–1177    | Leopold III. Babenberský Agnes z Waiblingenu        | také vévoda bavorský, první vévoda rakouský |
| Leopold V.   | Leopold V.   | 1175–1194        | 1177–1194    | Jindřich II. Jasomirgott Theodora Komnenovna (1184) | také vévoda štýrský (od roku 1192)          |
| Fridrich I.  | Fridrich I.  | 1175–1198        | 1194–1198    | Leopold V. Babenberský Helena Uherská               |                                             |
| Fridrich II. | Leopold VI.  | 1176–1230        | 1198–1230    | Leopold V. Babenberský Helena Uherská               | také vévoda štýrský                         |
| Fridrich II. | Fridrich II. | 1210–1246        | 1230–1246    | Leopold VI. Babenberský Theodora Angelovna          |                                             |

### Interregnum
Babenberkové Fridrichovou smrtí v Rakousku i Štýrsku vymřeli po meči. Dědičné nároky uplatnila vedle Fridrichovy neteře Gertrudy také jeho sestra Markéta jako nejstarší příslušnice rodu. Na základě tzv. Privilegia minus z roku 1156.
| Zähringenové         |                          |                  |              |                                          |          |
| Portrét              | Jméno                    | Narození – úmrtí | Období vlády | Rodiče                                   | Poznámky |
| Heřman VI. Bádenský  | Heřman I. (VI.) Bádenský | 1225–1250        | 1248–1249    | Heřman V. Bádenský Irmengarda Brunšvická |          |
| Fridrich I. Bádenský | Fridrich III.            | 1249–1268        | 1249–1251    | Heřman VI. Bádenský Gertruda Babenberská |          |

| Přemyslovci        |                    |                  |              |                            |                                                       |
| Portrét            | Jméno              | Narození – úmrtí | Období vlády | Rodiče                     | Poznámky                                              |
| Přemysl Otakar II. | Přemysl Otakar II. | 1233–1278        | 1251–1276    | Václav I. Kunhuta Štaufská | také král český, vévoda štýrský, korutanský a kraňský |

Roku 1281 se Albrecht Habsburský stal říšským správcem Rakouska a Štýrské marky a roku 1282 mu otec, římský král Rudolf I. dal dědičně v léno Rakousko, Štýrskou marku, Korutany, Kraňsko a Slovinskou marku
| Habsburkové  |              |                  |              |                                                 | |
| Portrét      | Jméno        | Narození – úmrtí | Období vlády | Rodiče                                          | Poznámky |
| Albrecht I.  | Albrecht I.  | 1255–1308        | 1282–1308    | Rudolf I. Habsburský Gertruda z Hohenbergu      | Vévoda rakouský, štýrský |
| Fridrich I.  | Fridrich I.  | 1289–1330        | 1308–1330    | Albrecht I. Habsburský Alžběta Goricko-Tyrolská | Vévoda rakouský, štýrský |
| Leopold I.   | Leopold VII. | 1293–1326        | 1308–1326    | Albrecht I. Habsburský Alžběta Goricko-Tyrolská | Vévoda rakouský, štýrský |
| Albrecht II. | Albrecht II. | 1298–1358        | 1330–1358    | Albrecht I. Habsburský Alžběta Goricko-Tyrolská | Vévoda rakouský, štýrský, korutanský                                                                                                   |
| Otta         | Ota          | 1301–1339        | 1330–1339    | Albrecht I. Habsburský Alžběta Goricko-Tyrolská | Vévoda rakouský, korutanský |
| Rudolf IV.   | Rudolf IV.   | 1339–1463        | 1358–1365    | Albrecht II. Johana z Pfirtu                    | Vévoda rakouský, štýrský, korutanský, hrabě z tyrolský; nechal zhotovit falešné Privilegium maius, které ho mělo povýšit na arcivévodu |

Albrecht II. nařídil, aby jeho synové vládli společně, to ale selhalo kvůli jejich rivalitě. Po smrti Rudolfa IV. došlo v roce 1379 k dělení (Neuberská smlouva, Hollenburská smlouva). Došlo i k dalším dělením a složitostem, dokud Fridrich V. (jako Fridrich III. římskoněmecký císař) od roku 1463 rakouské země opět nesjednotil pod vládou jednoho panovníka.
Albrechtská linie (vládnoucí v českých zemích) získala arcivévodství rakouské. Po smrti Ladislava Pohrobka připadlo území Leopoldinské linii.
| Albrechtská linie |                   |                  |              |                                              |                                                                |
| Portrét           | Jméno             | Narození – úmrtí | Období vlády | Rodiče                                       | Poznámky                                                       |
| Albrecht III.     | Albrecht III.     | 1350–1395        | 1365–1395    | Albrecht II. Johana z Pfirtu                 |                                                                |
| Albrecht IV.      | Albrecht IV.      | 1377–1404        | 1395–1404    | Albrecht III. Habsburský Beatrix Norimberská |                                                                |
| Albrecht V.       | Albrecht V.       | 1397–1439        | 1439–1439    | Albrecht IV. Rakouský Johana Bavorská        | také římský císař (II., 1438), český a uherský král (I., 1438) |
| Ladislav Pohrobek | Ladislav Pohrobek | 1440–1457        | 1440–1457    | Albrecht II. Habsburský Alžběta Lucemburská  | také český a uherský král                                      |

Leopoldinská linie získala Štýrsko, Korutansko, Kraňsko (Vnitřní Rakousy), Tyrolské hrabství a Přední Rakousy.
| Leopoldinská linie |                  |                  |              |                                                  |                                      |
| Portrét            | Jméno            | Narození – úmrtí | Období vlády | Rodiče                                           | Poznámky                             |
|                    | Leopold III.     | 1351–1386        | 1365–1386    | Albrecht II. Johana z Pfirtu                     | Vévoda rakouský, štýrský, korutanský |
| Vilém              | Vilém Habsburský | 1370–1406        | 1386–1406    | Leopold III. Habsburský Viridis Visconti         | Vévoda rakouský                      |
| Leopold IV.        | Leopold IV.      | 1371–1411        | 1386–1411    | Leopold III. Habsburský Viridis Visconti         | Vévoda rakouský, hrabě tyrolský      |
| Arnošt Železný     | Arnošt Železný   | 1377–1424        | 1406–1424    | Leopold III. Habsburský Viridis Visconti         | Vévoda rakouský, korutanský          |
| Vilém              | Vilém Habsburský | 1382–1439        | 1406–1424    | Leopold III. Habsburský Viridis Visconti         | Hrabě tyrolský (1406–1439)           |
| Fridrich III./V.   | Fridrich V.      | 1415–1493        | 1439–1493    | Arnošt Habsburský (1377–1424) Cimburgis Mazovská | také římský císař                    |
| Albrecht VI.       | Albrecht VI.     | 1418–1463        | 1446–1457    | Arnošt Habsburský (1377–1424) Cimburgis Mazovská |                                      |

## Arcivévodové
Privilegium maius byl zfalšovaný středověký dokument, vytvořený na popud rakouského vévody Rudolfa IV. Habsburského v letech 1358–1359. Jednalo se o pozměněnou verzi tzv. Privilegia minus, vydaného císařem Fridrichem I. Barbarossou, která udělovala Rudolfovi hodnost arcivévody rakouského. Avšak Fridrich III., který byl jako první Habsburk korunován v roce 1452 císařem, byl schopen sám sobě a svým potomkům udělit povolení užívat titul arcivévody, což později potvrdili i jeho následovníci Rudolf II. a Karel VI.
| Habsburkové    |                           |                  |              |                                                        | |
| Portrét        | Jméno                     | Narození – úmrtí | Období vlády | Rodiče                                                 | Poznámky |
| Albrecht VI.   | Albrecht VI.              | 1418–1463        | 1457–1463    | Arnošt Habsburský (1377–1424) Cimburgis Mazovská       | legálně arcivévoda od 1457                                                                                         |
| Ferdinand I.   | Zikmund I.                | 1443–1490        | 1485–1490    | Fridrich IV. Habsburský Anna Brunšvická                | |
| Matyáš Korvín  | Matyáš Korvín             | 1443–1490        | 1485–1490    | János Hunyadi Erzsébet Szilágyi                        | V letech 1485–1490 pobýval uherský král Matyáš Korvín ve Vídni a nárokoval si arcivévodský titul.                  |
| Maxmilián I.   | Maxmilián I.              | 1459–1519        | 1490–1519    | Fridrich III. Habsburský Eleonora Portugalská (1467)   | také římský císař                                                                                                  |
| Karel I./V.    | Karel I.                  | 1500–1558        | 1519–1521    | Filip I. Sličný Jana I. Kastilská                      | také V. jako římský císař, I. jako španělský král, vnuk Maxmiliána I.                                              |
| Ferdinand I.   | Ferdinand I.              | 1503–1564        | 1521–1564    | Filip I. Sličný Jana I. Kastilská                      | také římský císař, český, uherský a chorvatský král, bratr Karla I.                                                |
| Maxmilián II.  | Maxmilián II.             | 1527–1576        | 1564–1576    | Ferdinand I. Habsburský Anna Jagellonská               | také římský císař, český, uherský a chorvatský král                                                                |
| Rudolf         | Rudolf II.                | 1552–1608        | 1576–1608    | Maxmilián II. Habsburský Marie Španělská               | také římský císař, český, uherský a chorvatský král                                                                |
| Matyáš         | Matyáš Habsburský         | 1557–1619        | 1608–1619    | Maxmilián II. Habsburský Marie Španělská               | také římský císař, český, uherský a chorvatský král                                                                |
| Ferdinand II.  | Ferdinand II. Štýrský     | 1578–1637        | 1619–1637    | Karel II. Štýrský Marie Anna Bavorská                  | také římský císař, český, uherský a chorvatský král                                                                |
| Ferdinand III. | Ferdinand III. Habsburský | 1608–1657        | 1637–1657    | Ferdinand II. Štýrský Marie Anna Bavorská              | také římský císař, český, uherský a chorvatský král                                                                |
| Leopold I.     | Leopold I.                | 1640–1705        | 1657–1705    | Ferdinand III. Habsburský Marie Anna Španělská         | také římský císař, český, uherský a chorvatský král                                                                |
| Leopold I.     | Josef I.                  | 1678–1711        | 1705–1711    | Leopold I. Eleonora Magdalena Falcko-Neuburská         | také římský císař, český, uherský a chorvatský král                                                                |
| Karel III.     | Karel III.                | 1685–1740        | 1711–1740    | Leopold I. Eleonora Magdalena Falcko-Neuburská         | také římský císař, český, uherský a chorvatský král, rakouský arcivévoda jako Karel II., poslední mužský člen rodu |
| Marie Terezie  | Marie Terezie             | 1717–1780        | 1740–1780    | Karel III. Alžběta Kristýna Brunšvicko-Wolfenbüttelská | také česká královna, rakouská arcivévodkyně, vymřel jí rod Habsburků                                               |

| Lotrinkové          |                               |                  |              |                                                     |                                                                                        |
| Portrét             | Jméno                         | Narození – úmrtí | Období vlády | Rodiče                                              | Poznámky                                                                               |
| František I. Štěpán | František I. Štěpán Lotrinský | 1708–1765        | 1740–1765    | Leopold Josef Lotrinský Alžběta Charlotta Orleánská | Spoluvládce Marie Terezie, také římský císař, toskánský velkovévoda, lotrinský vévodoa |

| Habsbursko-lotrinská dynastie |              |                  |              |                                             |                                                |
| Portrét                       | Jméno        | Narození – úmrtí | Období vlády | Rodiče                                      | Poznámky                                       |
| Josef II.                     | Josef II.    | 1741–1790        | 1780–1790    | František I. Štěpán Lotrinský Marie Terezie | také český král, rakouský arcivévoda, bezdětný |
| Leopold II.                   | Leopold II.  | 1747–1792        | 1790–1792    | František I. Štěpán Lotrinský Marie Terezie | také český král, rakouský arcivévoda           |
| František I.                  | František I. | 1768–1835        | 1792–1804    | Leopold II. Marie Ludovika Španělská        | od r. 1804 dědičný rakouský císař              |

## Císaři a arcivévodové
V roce 1804 zřídil František I. rakouské císařství a stal se císařem jako František I., římskoněmeckým císařem byl do roku 1806. Nešlo o povýšení dosavadního arcivévodství, ale císařstvím se stala država rakouských Habsburko-Lotrinků jako celek.
| Habsbursko-lotrinská dynastie |                    |                  |              |                                                               | |
| Portrét                       | Jméno              | Narození – úmrtí | Období vlády | Rodiče                                                        | Poznámky |
| František I.                  | František I.       | 1768–1835        | 1804–1835    | Leopold II. Marie Ludovika Španělská                          | chorvatský a dalmatský král také český král, rakouský arcivévoda, od r. 1804 dědičný rakouský císař            |
| František I.                  | Ferdinand V.       | 1793–1875        | 1835–1848    | František I. Marie Tereza Neapolsko-Sicilská                  | chorvatský, slavonský a dalmatský král také rakouský císař, český král, rakouský arcivévoda, donucen abdikovat |
| František Josef I.            | František Josef I. | 1830–1916        | 1848–1916    | František Karel Habsbursko-Lotrinský Žofie Frederika Bavorská | chorvatský, slavonský a dalmatský král také rakouský císař, uherský, dalmatský a český král, etc.              |
| císař a král Karel I.(IV.)    | Karel I.           | 1887–1922        | 1916–1918    | Ota František Josef Marie Josefa Saská                        | také český, uherský a chorvatský král, jako arcivévoda Karel III.                                              |